# Ginsburgsmilus
Ginsburgsmilus — вимерлий рід хижих ссавців родини Barbourofelidae, який був ендеміком Африки на початку міоцену. Відомий лише один зразок Ginsburgsmilus napakensis з Уганди.